# Caloenas canacorum
La paloma de Kanaka (Caloenas canacorum) es una especie extinta de ave columbiforme de la familia de las colúmbidas descrita a partir de restos subfósil encontrados en las cuevas Pindai, en Nueva Caledonia. Su nombre específico hace referencia a los canacos, un pueblo nativo de Nueva Caledonia. Era un 25 % más grande que su pariente más cercano, la paloma de Nicobar (Caloenas nicobarica). Se extinguió luego de la llegada de los humanos a la isla.